# Sapere aude
Pour la série télévisée, voir Merlí: Sapere aude.
Sapere aude ou Sapere aude ! est une locution latine à l’origine empruntée à Horace (Épîtres, I, 2, 40) signifiant littéralement « Ose savoir ! ». Cette injonction est plus couramment traduite par « Aie le courage de te servir de ton propre entendement ! »  ou « Ose penser par toi-même » et est connue pour être la devise des Lumières selon Emmanuel Kant. Cette devise est également celle de l'Université Paris Sciences et Lettres

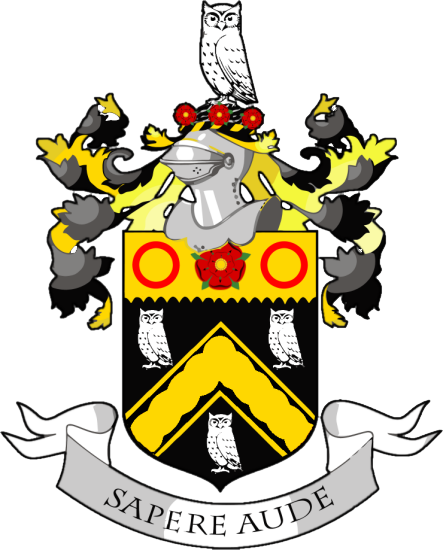
Armoiries du conseil du County Borough of Oldham. La devise de la ville d'Oldham est « Sapere Aude ».

Cet extrait de l’épître d'Horace constituait la devise de Pierre Gassendi, philosophe français libertin dont la pensée annonce le siècle des Lumières. 
Dans son célèbre essai Qu'est-ce que les Lumières ?, en 1784, Emmanuel Kant donne la définition suivante : « Le mouvement des Lumières est la sortie de l’homme de sa minorité dont il est lui-même responsable. Minorité, c’est-à-dire incapacité de se servir de son entendement sans la direction d’autrui, minorité dont il est lui-même responsable, puisque la cause en réside non dans un défaut de l’entendement mais dans un manque de décision et de courage de s’en servir sans la direction d’autrui. Sapere aude ! Aie le courage de te servir de ton propre entendement ! Voilà la devise des Lumières. »